# Норвегія на зимових Олімпійських іграх 1948
Норвегія на зимових Олімпійських іграх 1948 року, які проходили у швейцарському місті Санкт-Моріц, була представлена 49 спортсменами (45 чоловіками та 4 жінками) у 7 видах спорту. Прапороносцем на церемонії відкриття Олімпійських ігор був стрибун з трампліна Біргер Рууд.
Норвезькі спортсмени вибороли 10 медалей, з них 4 золотих, 3 срібних та 3 бронзових. Олімпійська збірна Норвегії зайняла перше загальнокомандне місце.

## Медалісти
| Медаль | Призери                                            | Вид спорту          | Дисципліна                    |
| ------ | -------------------------------------------------- | ------------------- | ----------------------------- |
| Золото | Петтер Гугстед                                     | Стрибки з трампліна | нормальний трамплін           |
| Золото | Фінн Гельгесен                                     | Ковзанярський спорт | 500 м (чоловіки)              |
| Золото | Сверре Фарстад                                     | Ковзанярський спорт | 1500 м (чоловіки)             |
| Золото | Рейдар Ліаклев                                     | Ковзанярський спорт | 5000 м (чоловіки)             |
| Срібло | Біргер Рууд                                        | Стрибки з трампліна | нормальний трамплін           |
| Срібло | Томас Бюберг                                       | Ковзанярський спорт | 500 м (чоловіки)              |
| Срібло | Одд Лундберг                                       | Ковзанярський спорт | 5000 м (чоловіки)             |
| Бронза | Ерлінг Евенсен Олав Екерн Рейдар Нюборг Олав Гаген | Лижні гонки         | естафета 4 x 10 км (чоловіки) |
| Бронза | Торлейф Сх'єлдеруп                                 | Стрибки з трампліна | нормальний трамплін           |
| Бронза | Одд Лундберг                                       | Ковзанярський спорт | 1500 м (чоловіки)             |

## Бобслей
| Екіпаж | Спортсмени                   | Дисципліна | Спуск 1 | Спуск 1 | Спуск 2 | Спуск 2 | Спуск 3 | Спуск 3 | Спуск 4 | Спуск 4 | Разом  | Разом |
| Екіпаж | Спортсмени                   | Дисципліна | Час     | Місце   | Час     | Місце   | Час     | Місце   | Час     | Місце   | Час    | Місце |
| ------ | ---------------------------- | ---------- | ------- | ------- | ------- | ------- | ------- | ------- | ------- | ------- | ------ | ----- |
| NOR-1  | Б'ярне Схроен Гуннар Торесен | двійки     | 1:27.1  | 13      | 1:27.1  | 15      | 1:26.1  | 13      | 1:26.2  | 13      | 5:46.5 | 13    |
| NOR-2  | Арне Гольст Івар Йогансен    | двійки     | 1:25.6  | 9       | 1:25.0  | 8       | 1:23.7  | 5       | 1:23.9  | 4       | 5:38.2 | 7     |

| Екіпаж | Спортсмени                                                   | Дисципліна | Спуск 1 | Спуск 1 | Спуск 2 | Спуск 2 | Спуск 3 | Спуск 3 | Спуск 4 | Спуск 4 | Разом  | Разом |
| Екіпаж | Спортсмени                                                   | Дисципліна | Час     | Місце   | Час     | Місце   | Час     | Місце   | Час     | Місце   | Час    | Місце |
| ------ | ------------------------------------------------------------ | ---------- | ------- | ------- | ------- | ------- | ------- | ------- | ------- | ------- | ------ | ----- |
| NOR-1  | Арне Гольст Івар Йогансен Рейдар Берг Альф Ларге             | четвірки   | 1:17.3  | 3       | 1:20.8  | 3       | 1:21.4  | 1       | 1:23.0  | 6       | 5:22.5 | 5     |
| NOR-2  | Б'ярне Схроен Гуннар Торесен Арнольд Дюрдаль Бенн Йон Вальсо | четвірки   | 1:20.0  | 11      | 1:22.6  | 10      | 1:23.6  | 10      | 1:23.5  | 8       | 5:29.7 | 10    |

## Гірськолижний спорт
Чоловіки
| Спортсмен            | Дисципліна       | Дистанція 1 | Дистанція 1 | Дистанція 2 | Дистанція 2 | Разом  | Разом |
| Спортсмен            | Дисципліна       | Час         | Місце       | Час         | Місце       | Час    | Місце |
| -------------------- | ---------------- | ----------- | ----------- | ----------- | ----------- | ------ | ----- |
| Йонню Лунде          | швидкісний спуск |             |             |             |             | DNF    | –     |
| Стейн Еріксен        | швидкісний спуск |             |             |             |             | 3:15.1 | 31    |
| Сверре Йоганнесен    | швидкісний спуск |             |             |             |             | 3:12.1 | 25    |
| Маріус Еріксен       | швидкісний спуск |             |             |             |             | 3:09.4 | 20    |
| Б'ярне Аренц         | швидкісний спуск |             |             |             |             | 3:09.0 | 16    |
| Сверре Лассен-Урдаль | швидкісний спуск |             |             |             |             | 3:06.4 | 11    |
| Альф Опгейм          | слалом           | 1:36.4      | 46          | 1:15.0      | 33          | 2:51.4 | 41    |
| Стейн Еріксен        | слалом           | 1:24.4      | 33          | 1:08.0      | 20          | 2:32.4 | 29    |
| Джек Нільсен         | слалом           | 1:22.0      | 32          | 1:07.8      | 19          | 2:29.8 | 26    |
| Б'ярне Аренц         | слалом           | 1:16.2      | 24          | 1:11.5      | 27          | 2:27.7 | 23    |

Чоловіки, комбінація
| Спортсмен         | Слалом         | Слалом | Слалом | Разом (швидкісний спуск + слалом) | Разом (швидкісний спуск + слалом) |
| Спортсмен         | Час 1          | Час 2  | Місце  | Бали                              | Місце                             |
| ----------------- | -------------- | ------ | ------ | --------------------------------- | --------------------------------- |
| Стейн Еріксен     | 1:51.8 (+0:05) | 1:11.5 | 46     | 32.50                             | 32                                |
| Сверре Йоганнесен | 1:26.2         | 1:14.8 | 27     | 21.00                             | 22                                |
| Маріус Еріксен    | 1:21.6         | 1:19.4 | 27     | 19.68                             | 20                                |
| Б'ярне Аренц      | 1:20.8         | 1:15.5 | 21     | 17.17                             | 17                                |

Жінки
| Спортсмен        | Дисципліна       | Дистанція 1 | Дистанція 1 | Дистанція 2 | Дистанція 2 | Разом  | Разом |
| Спортсмен        | Дисципліна       | Час         | Місце       | Час         | Місце       | Час    | Місце |
| ---------------- | ---------------- | ----------- | ----------- | ----------- | ----------- | ------ | ----- |
| Борггільд Ніскін | швидкісний спуск |             |             |             |             | 2:44.4 | 23    |
| Лайла Шу Нільсен | швидкісний спуск |             |             |             |             | 2:32.4 | 7     |
| Борггільд Ніскін | слалом           | DSQ         | –           | –           | –           | DSQ    | –     |
| Лайла Шу Нільсен | слалом           | 1:06.8      | 14          | 1:04.7      | 15          | 2:11.5 | 14    |

Жінки, комбінація
| Спортсмен        | Слалом | Слалом | Слалом | Разом (швидкісний спуск + слалом) | Разом (швидкісний спуск + слалом) |
| Спортсмен        | Час 1  | Час 2  | Місце  | Бали                              | Місце                             |
| ---------------- | ------ | ------ | ------ | --------------------------------- | --------------------------------- |
| Борггільд Ніскін | 1:12.6 | 1:13.5 | 21     | 24.37                             | 19                                |
| Лайла Шу Нільсен | 1:11.0 | 1:06.0 | 13     | 12.14                             | 13                                |

## Ковзанярський спорт
Чоловіки
| Дисципліна | Спортсмен        | Дистанція | Дистанція |
| Дисципліна | Спортсмен        | Час       | Місце     |
| ---------- | ---------------- | --------- | --------- |
| 500 м      | Тородд Гауер     | 43.6      | 6         |
| 500 м      | Сверре Фарстад   | 43.6      | 6         |
| 500 м      | Томас Бюберг     | 43.2      | 2         |
| 500 м      | Фінн Гельгесен   | 43.1 OR   | 1         |
| 1500 м     | Івар Мартінсен   | 2:22.6    | 16        |
| 1500 м     | Гуннар Консмо    | 2:21.2    | 10        |
| 1500 м     | Одд Лундберг     | 2:18.9    | 3         |
| 1500 м     | Сверре Фарстад   | 2:17.6 OR | 1         |
| 5000 м     | Шарль Матієсен   | DNF       | –         |
| 5000 м     | Генрі Геббе      | 9:03.0    | 23        |
| 5000 м     | Одд Лундберг     | 8:32.7    | 2         |
| 5000 м     | Рейдар Ляклев    | 8:29.4    | 1         |
| 10,000 м   | Генрі Валь       | DNF       | –         |
| 10,000 м   | Рейдар Ляклев    | DNF       | –         |
| 10,000 м   | Г'ялмар Андерсен | DNF       | –         |
| 10,000 м   | Одд Лундберг     | 18:05.8   | 7         |

## Лижне двоборство
Дисципліни:
- нормальний трамплін
- лижні гонки, 15 км

| Спортсмен      | Дисципліна             | Лижні гонки | Лижні гонки | Лижні гонки | Стрибки з трампліна | Стрибки з трампліна | Стрибки з трампліна | Стрибки з трампліна | Разом  | Разом |
| Спортсмен      | Дисципліна             | Бали        | Місце       | Час         | Відстань 1          | Відстань 2          | Бали                | Місце               | Бали   | Місце |
| -------------- | ---------------------- | ----------- | ----------- | ----------- | ------------------- | ------------------- | ------------------- | ------------------- | ------ | ----- |
| Коре Естердаль | індивідуальні змагання | 198.00      | 14          | 55.0        | 62.0                | 61.0                | 206.2               | 11                  | 404.20 | 12    |
| Ейлерт Даль    | індивідуальні змагання | 205.50      | 10          | 62.0        | 62.5                | 63.0                | 208.8               | 8                   | 414.30 | 6     |
| Олаф Дуфсет    | індивідуальні змагання | 211.50      | 5           | 61.0        | 59.0                | 61.0                | 201.1               | 16                  | 412.60 | 8     |
| Олав Одден     | індивідуальні змагання | 212.25      | 3           | 59.0        | 53.5                | 55.5                | 196.9               | 19                  | 409.15 | 11    |

## Лижні гонки
Чоловіки
| Дисципліна | Спортсмен      | Дистанція | Дистанція |
| Дисципліна | Спортсмен      | Час       | Місце     |
| ---------- | -------------- | --------- | --------- |
| 18 км      | Коре Естердаль | 1'24:20   | 32        |
| 18 км      | Ейлерт Даль    | 1'22:52   | 27        |
| 18 км      | Олаф Дуфсет    | 1'21:50   | 18        |
| 18 км      | Рейдар Нюборг  | 1'21:47   | 17        |
| 18 км      | Ерлінг Евенсен | 1'21:40   | 15        |
| 18 км      | Олав Оддen     | 1'21:35   | 14        |
| 18 км      | Олав Екерн     | 1'20:37   | 13        |
| 18 км      | Олав Гаген     | 1'19:05   | 9         |
| 50 км      | Лейф Гауген    | DNF       | –         |
| 50 км      | Торлейф Ванген | DNF       | –         |
| 50 км      | Мартін Єре     | 4'17:11   | 10        |
| 50 км      | Крістіан Бйорн | 4'15:21   | 9         |

Чоловіки, 4 × 10 км естафета
| Спортсмени                                         | Дистанція | Дистанція |
| Спортсмени                                         | Час       | Місце     |
| -------------------------------------------------- | --------- | --------- |
| Ерлінг Евенсен Олав Екерн Рейдар Нюборг Олав Гаген | 2'44:33   | 3         |

## Стрибки з трампліна
| Спортсмен          | Дисципліна          | Стрибок 1 | Стрибок 2 | Бали  | Місце |
| ------------------ | ------------------- | --------- | --------- | ----- | ----- |
| Асбйорн Рууд       | нормальний трамплін | 58.0      | 67.5      | 220.2 | 7     |
| Торлейф Сх'єлдеруп | нормальний трамплін | 64.0      | 67.0      | 225.1 | 3     |
| Біргер Рууд        | нормальний трамплін | 64.0      | 67.0      | 226.6 | 2     |
| Петтер Гугстед     | нормальний трамплін | 65.0      | 70.0      | 228.1 | 1     |

## Фігурне катання
Жінки
| Спортсмен  | Обов'язкова програма | Довільна програма | Бали    | Сума місць | Місце |
| ---------- | -------------------- | ----------------- | ------- | ---------- | ----- |
| Маріт Генє | 21                   | 23                | 133.111 | 194        | 22    |

Пари
| Спортсмени                    | Бали  | Сума місць | Місце |
| ----------------------------- | ----- | ---------- | ----- |
| Марготт Валле Аллан Ф'єлдгейм | 9.281 | 118.5      | 10    |